# Bote de Halkett

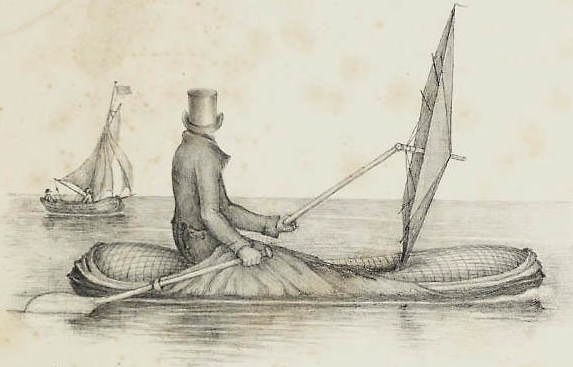
Um bote de Halkett em uso

Um bote de Halkett é um tipo de embarcação inflável [en] leve concebida pelo tenente Peter Halkett (1820-1885) durante a década de 1840. Halkett há muito que se interessava pelas dificuldades de viajar no Ártico canadense e pelos problemas envolvidos na construção de barcos suficientemente leves para serem transportados em terrenos árduos, mas suficientemente robustos para serem utilizados em condições meteorológicas extremas.
O primeiro projeto de Halkett foi um bote inflável e dobrável feito de tecido com borracha. Quando esvaziado, o casco do bote poderia ser usado como uma capa, o remo como uma bengala e a vela como um guarda-chuva. Em seguida, criou uma embarcação para dois homens que era pequena o suficiente para caber em uma mochila e, quando desinflada, servia como um cobertor à prova d'água.
Embora amplamente elogiados pelos exploradores canadenses, os projetos de Halkett tinham um mercado limitado, e ele não conseguiu convencer a Marinha Real Britânica de que serviriam a algum propósito útil no serviço naval geral. As tentativas de comercializá-los como plataformas para pesca e caça aos patos fracassaram, e eles não tiveram sucesso comercial. Sabe-se que apenas dois botes de Halkett, o do explorador orcadiano John Rae e um mantido na coleção do Museu da Hudson's Bay Company no Museu de Manitoba [en], existem até hoje.

## Peter Halkett
Peter Halkett era tenente da Marinha Real na década de 1840. Filho de John Halkett, um diretor da Companhia da Baía de Hudson que durante muitos anos viveu no Canadá antes de regressar a Inglaterra, Peter Halkett há muito que se interessava pela exploração do Ártico canadense. Tinha um interesse particular na desastrosa expedição Coppermine [en] de John Franklin de 1819-1822.

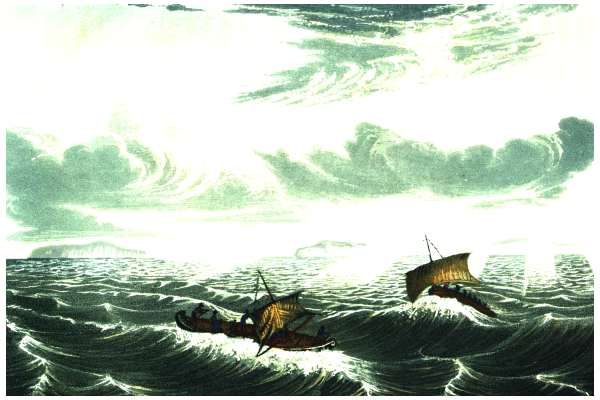
A destruição das canoas de John Franklin em uma tempestade inspirou Halkett a procurar alternativas mais robustas e portáteis para os barcos de madeira tradicionais.

A exploração de três anos de Franklin na costa norte do Canadá em busca da Passagem do Noroeste terminou em desastre em meio a acusações de assassinato e canibalismo, com 11 dos 20 membros do grupo mortos e os sobreviventes reduzidos a comer líquen, suas próprias botas e os restos de carcaças podres abandonadas por lobos. O grupo ficou encalhado no lado errado do rio Coppermine depois que seus barcos foram destruídos em uma tempestade; John Richardson tentou nadar até um lugar seguro e sofreu hipotermia severa. Um único membro do grupo havia construído uma pequena canoa com lona e salgueiro, e os sobreviventes foram obrigados a atravessar o rio um de cada vez usando a canoa improvisada.
Halkett era um inventor amador e, durante seu tempo livre, enquanto servia na marinha, ele trabalhou para resolver o problema de como projetar um barco que fosse pequeno e leve o suficiente para ser transportado facilmente a pé por áreas selvagens, mas robusto o suficiente para transportar pessoas em segurança por grandes massas de água. Sua solução foi projetar um barco em que todos os componentes funcionassem como itens de vestuário ou acessórios que Halkett presumiu que o usuário estaria carregando em qualquer circunstância.

## Projeto

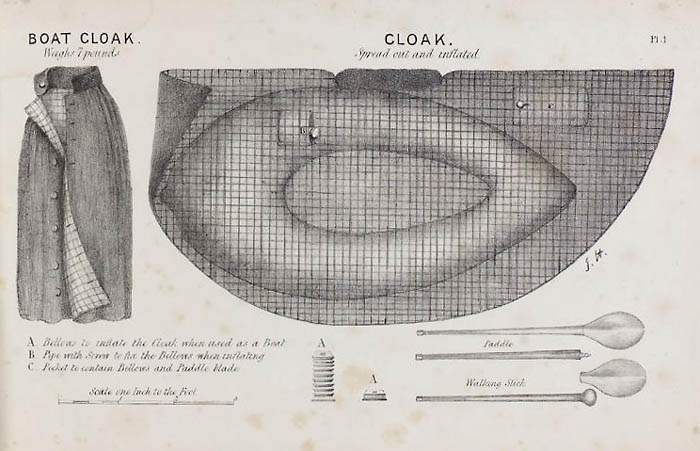
A capa do bote de Halkett, enrolada como uma capa e desenrolada como um bote inflável

Halkett projetou uma capa [en] impermeável feita de uma forma antiga de tecido Mackintosh, algodão impregnado com borracha natural usando nafta como solvente. O forro do manto continha um ovoide inflável hermético e impermeável, dividido em quatro compartimentos herméticos separados em caso de perfuração, e um bolso contendo uma lâmina de remo e um pequeno fole. O usuário do manto carregava uma bengala, que servia como haste do remo, e um grande guarda-chuva para servir de vela. O manto pesava cerca de 3,4 kg no total, e levava de três a quatro minutos para inflar; uma vez inflado, podia suportar o peso de seis a oito pessoas.
No início de 1844, Halkett testou com sucesso um protótipo de capa de embarcação no rio Tâmisa, remando por 15 quilômetros sem entrar na água, apesar de, em suas palavras, ter sido “encontrado, ultrapassado e quase atropelado por vários vapores metropolitanos que iam e vinham em suas diversas vocações, causando não pouca agitação nas águas agitadas do rio”. Animado com esse sucesso, ele levou o protótipo da capa de bote consigo durante o serviço naval, usando-o sempre que surgia a oportunidade de testá-lo em várias condições de mar. Em novembro de 1844, Halkett esperava testar a capa de bote em condições de mau tempo, nos mares agitados do Golfo da Biscaia, mas o tempo estava excepcionalmente calmo. Ele foi forçado a tirar o guarda-chuva e remar, lembrando mais tarde que “os ventos naquele dia estavam muito civis pela metade, e a baía sem sono estava quase completamente adormecida”. A capa de bote foi recebida positivamente pelos exploradores; John Richardson (que quase morreu durante a expedição Coppermine de 1819-1822) escreveu que “se tivéssemos esse dispositivo em nossa primeira expedição, não tenho muita dúvida de que teríamos trazido todo o grupo em segurança”.

## Botes de Halkett no Ártico canadense

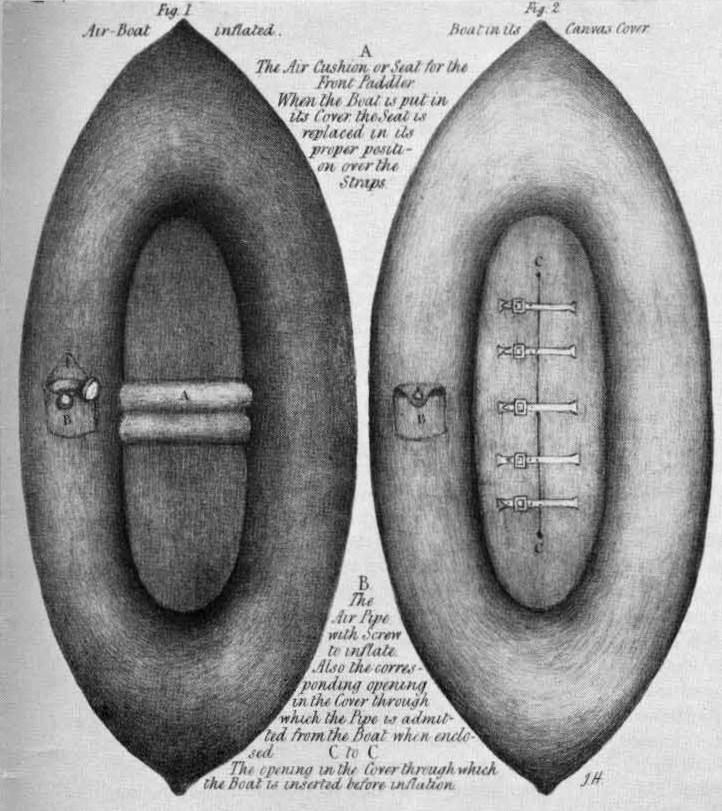
Um bote de Halkett para dois homens, com e sem sua cobertura de lona

Estimulado pelos testes bem-sucedidos da capa de bote, Halkett projetou uma versão maior que se dobrava em uma mochila. Quando inflada, podia transportar dois homens, operando um remo de cada lado e, quando desinflada, servia como um cobertor à prova d'água para permitir que os usuários acampassem em solo molhado. O Almirantado estava cético em relação aos possíveis usos dos projetos de Halkett; em 8 de maio de 1845, Sidney Herbert [en], Primeiro Secretário do Almirantado, escreveu a Halkett que “Meus Senhores são da opinião de que sua invenção é extremamente inteligente e engenhosa, e que pode ser útil em expedições de exploração e pesquisa, mas não consideram que ela seria aplicável para fins gerais no Serviço Naval”.

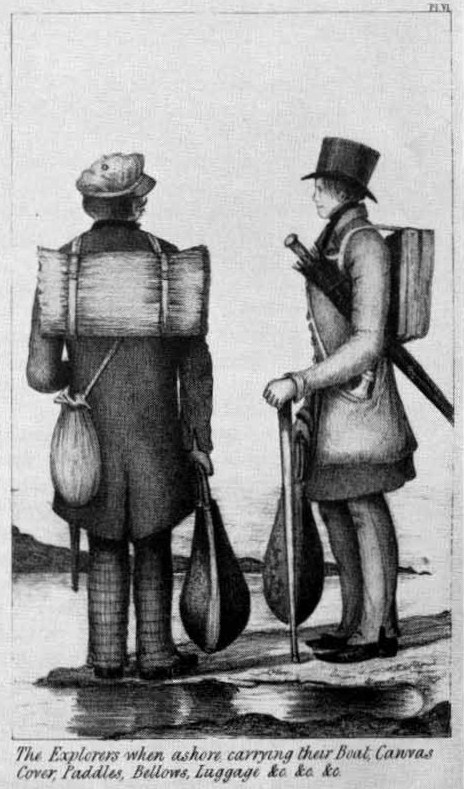
Um bote de Halkett para dois homens, esvaziado e guardado, com remos e vela de guarda-chuva

Embora o Almirantado não visse utilidade para os projetos de Halkett no serviço naval geral, esse projeto maior foi extremamente bem recebido pelos exploradores. John Franklin comprou um para levar na infeliz expedição de 1845, na qual todo o grupo da expedição, composto por 129 homens e dois navios, desapareceu. Franklin considerava os botes de Halkett tão essenciais para viajar no Canadá que deu o bote destinado à sua expedição a Sir George Simpson, governador-chefe da Terra de Rupert, para uso em suas viagens na região. Ele encomendou um bote substituto a Halkett, que o entregou a tempo de ele tomar posse antes de partir em sua última expedição.
O nativo de Órcades John Rae, conhecido pelos inuítes como ᐊᒡᓘᑲ (Aglooka, “Aquele que dá passos largos”), foi um cirurgião da Hudson's Bay Company que se tornou pesquisador do Ártico canadense. Ao contrário da maioria dos europeus da época, Rae acreditava que os habitantes locais sabiam como lidar melhor com as condições climáticas extremas. Ele viajava no estilo inuíte, usando trenós e raquetes de neve e dormindo em iglus. Rae levou um bote de Halkett em sua primeira expedição em 1846, relatando que ele era “muito útil para cruzar e voltar a cruzar o rio em Repulse Bay” e que “embora em uso constante por mais de seis semanas em uma costa rochosa, ele nunca precisou do menor reparo” e “deveria fazer parte do equipamento de toda expedição”.
Com o intuito de descobrir o que havia acontecido com os navios e os homens da expedição de Franklin, em 1848 a Marinha Real enviou um grupo de busca liderado por John Richardson e John Rae, equipado com um bote de Halkett fornecido pelo governo, para procurar a expedição perdida. O grupo não conseguiu localizar Franklin, mas achou o bote de Halkett inestimável, em uma ocasião usando o único bote para transportar todo o grupo por um rio em 14 viagens. Rae observou que, embora a borracha do bote ficasse rígida pelo frio, não havia dificuldade em aquecê-lo para amolecer o material quando necessário. Os botes de Halkett também foram levados na expedição subsequente do HMS Enterprise, que foi enviada para procurar Franklin, durante a qual foram usados com sucesso para pescar.

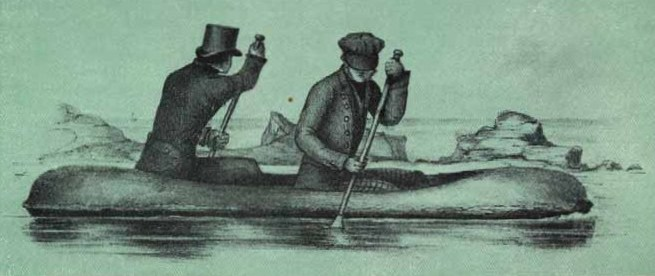
Bote de Halkett para dois homens em uso

Em 1851, o explorador francês Joseph René Bellot montou outra expedição para encontrar Franklin, patrocinada pela esposa de Franklin. Bellot levou uma capa de um bote de Halkett na viagem, observando em seu diário que ela era “de imenso valor em um país onde a falta de madeira impossibilita a formação de qualquer tipo de jangada”. A expedição de Bellot não conseguiu localizar Franklin, e foi somente em 1853 que uma expedição liderada por Rae (equipada com “dois belos botes de Halkett”) localizou um grupo de inuítes que contaram ter visto homens arrastando um bote quatro anos antes e, mais tarde, encontrado seus corpos.

## Fracasso comercial
Apesar de terem sido promovidos como ideais para pesca em lagos e caça a patos, e de terem sido exibidos na Grande Exposição de 1851, os projetos de botes de Halkett não foram bem-sucedidos comercialmente e nunca entraram em uso geral fora do campo especializado da exploração canadense. Posteriormente promovido a capitão, Halkett faleceu em 23 de março de 1885, aos 65 anos, e a fabricação de seus projetos de botes foi abandonada. John Rae deu seu bote da expedição de 1853 para a Srta. Peace, de Kirkwall, e ele ficou esquecido nas vigas de um depósito de madeira de Kirkwall. Ele foi identificado e recuperado muitos anos depois, e agora está exposto no Museu Stromness, em Órcades. Um segundo exemplar remanescente é mantido na Coleção do Museu da Hudson's Bay Company no Museu de Manitoba.